# ISS 프로 에볼루션 2
ISS 프로 에볼루션 2(ISS Pro Evolution 2) 또는 월드 사커 실황 위닝 일레븐 2000 ~ U-23 메달에 도전 ~(일본어: ワールドサッカー実況ウイニングイレブン2000 〜U-23メダルへの挑戦〜)은 ISS 프로 시리즈의 4번째 비디오 게임이자 ISS 프로 에볼루션 시리즈 중 2번째 작품으로, 코나미의 한 부서인 코나미 컴퓨터 엔터테인먼트 도쿄에 의해 플레이스테이션 독점으로 개발되었다. 유럽과 일본에서 판매되었으나 이전에 출시한 시리즈의 개선된 리메이크작 ISS 프로 에볼루션으로 인해 북아메리카에서는 판매되지 않았다.
적절한 라이선스를 받은 최초의 ISS 프로 게임이다.

## 같이 보기
- 위닝 일레븐